# Ctenanthe compressa
Ctenanthe compressa là một loài thực vật có hoa trong họ Marantaceae. Loài này được (A.Dietr.) Eichler mô tả khoa học đầu tiên năm 1884.